# Generalabt

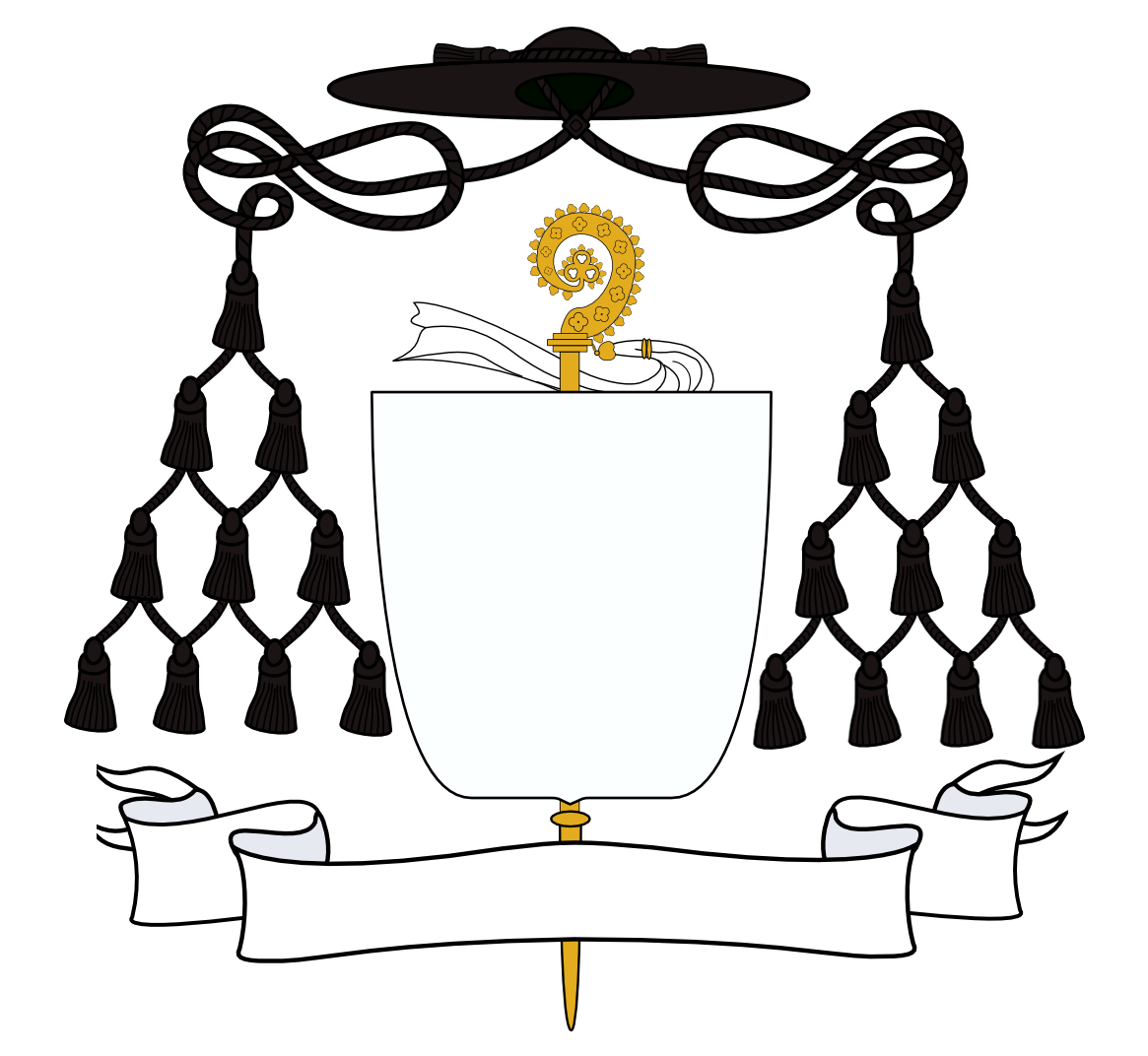
Wappenmuster eines Generalabtes

Generalabt (lateinisch abbas generalis) nennt man in einigen Mönchs- oder Chorherrenorden den leitenden höheren bzw. höchsten Ordensoberen (supremus moderator). Als Abt besitzt er in der Regel die Abtsweihe.

## Varianten
Man unterscheidet:
- den Generalabt als obersten Leiter eines Gesamtordens bei folgenden zentralistisch organisierten katholischen Ordensgemeinschaften: Zisterzienser, Trappisten (= Zisterzienser der strengeren Observanz) und Prämonstratenser. Deren Generaläbte haben heute ihren Sitz in Rom. Sie leiten ihre Orden gemäß dem jeweiligen Ordensrecht, vertreten ihre Gemeinschaften beim Heiligen Stuhl und werden dabei von Mitarbeitern der sogenannten Generalkurie unterstützt.
- den Generalabt als Leiter eines Klosterverbandes bei den Augustiner-Chorherren.
- den Generalabt als Leiter eines (ehemals selbständigen) benediktinischen Zweigordens, etwa bei den Olivetanern, Vallombrosanern und Silvestrinern.
- Seit 2010 trägt (abweichend von der Regel) auch der Hochmeister des Deutschen Ordens den Titel eines Generalabtes.

## Liste der gegenwärtigen Generaläbte

### Generaläbte als Ordensoberhaupt (Stand 2022)
- Jos Wouters, Prämonstratenser-Chorherren (OPraem)
- Mauro-Giuseppe Lepori, Zisterzienser (OCist)
- Bernardus Peeters, Trappisten (OCSO)

### Generaläbte als Kongregationsleiter eines Ordens (Stand 2024)
- Franco Bergamin, Augustiner-Chorherren (CRL), Generalabt der Augustiner-Chorherren vom Lateran
- Eduard Fischnaller, Augustiner-Chorherren (CRLA), Generalabt der Österreichischen Augustiner-Chorherren-Kongregation
- Huges Paulze d’Ivoy, Augustiner-Chorherren (CRA), Generalabt der Augustiner-Chorherren vom Heiligen Victor

### Generaläbte als Leiter eines benediktinischen Zweigordens (Stand 2025)
- Giuseppe Casetta, Vallombrosaner (OSBVall)
- Antony Puthenpurackal, Silvestriner (OSBSilv)
- Diego M. Rosa, Olivetaner (OSBOliv)